# Parisienne Walkways
Parisienne Walkways är ett samlingsalbum av den brittiske (nordirländske) blues- och rockartisten Gary Moore, släppt år 1987.

## Låtlista
1. Back on the Streets - 4.22 (Gary Moore)
2. Fanatical Fascists - 3.02 (Phil Lynott)
3. Don't Believe a Word - 3.50 (Phil Lynott)
4. Spanish Guitar - 3.56 (Gary Moore / Phil Lynott)
5. Parisienne Walkways - 3.27 (Gary Moore / Phil Lynott)
6. Put It This Way - 4.57 (Gary Moore / Jon Hiseman)  -  Instrumental
7. Desperado - 6.02 (Gary Moore / Jon Hiseman)  -  Instrumental
8. Castles - 5.49 (Gary Moore / Jon Hiseman)  -  Leadvocals By Gary Moore
9. Fighting Talk - 5.56 (Gary Moore / Jon Hiseman)  -  Instrumental
10. The Scorch - 6.05 (Gary Moore / Don Airey)  -  Instrumental